# Punta della Croce
La Punta della Croce è una montagna delle Alpi Graie alta 2.234 m  che fa parte del massiccio del Civrari.
Si trova tra la Valle di Susa e la Valle di Viù, ed interessa i comuni di Condove, Rubiana e Viù. 

## Descrizione

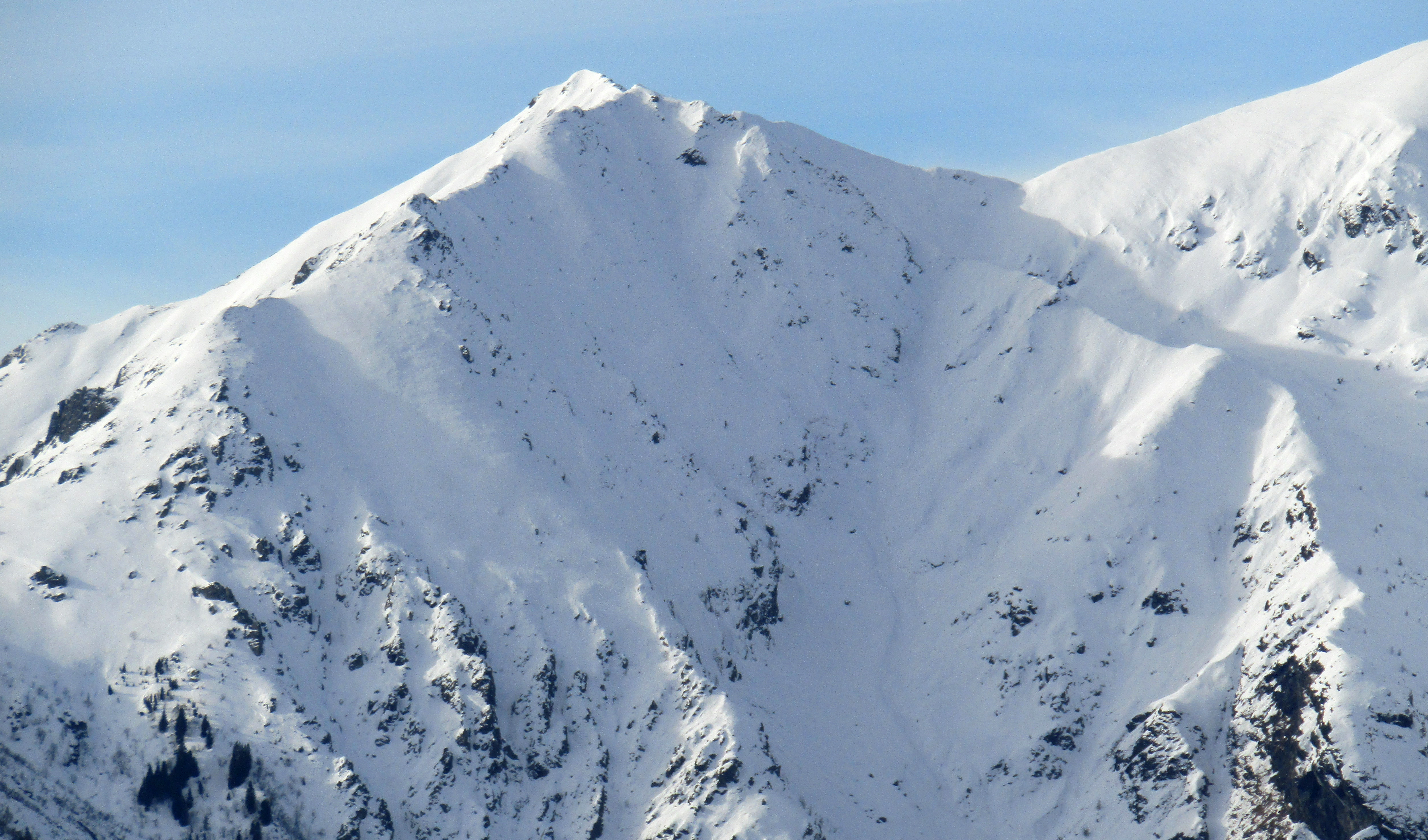
La montagna innevata vista dal Monte Druina

La montagna appartiene alla cresta spartiacque che divide il bacino della Dora Riparia da quello della Stura di Lanzo.
Rappresenta un nodo orografico di una certa importanza perché da essa si diparte il lungo costolone che separa la Val Messa (quella che parte da Villar Dora e termina su al colle del Lys) dal vallone del torrente Sessi (affluente della Dora in Val di Susa).
È separata dalla Punta Imperatoria tramite una depressione chiamata Bocchetta del Civrari (2.169 m) e dal Monte Rognoso attraverso il Colle del Rognoso (1.865 m). Ai suoi piedi, circa 300 m più in basso, si osserva in direzione Nord il piccolissimo Laghetto del Civrari. Data però l'estrema vicinanza con la pianura (Torino dista solamente 30 km in linea d'aria) la montagna d'estate si trova spesso immersa nella nebbia fin dalla tarda mattinata.
La punta si trova al confine tra la Comunità Montana Valle Susa e Val Sangone e la Comunità Montana Valli di Lanzo.
Sulla cima si trova il punto geodetico trigonometrico dell'IGM denominato Punta Della Croce (cod. 055049).
La vetta della montagna risulta particolarmente "affollata": sono infatti presenti ben 2 croci di vetta (di cui una dotata di specchio) poste a pochi metri l'una dall'altra, e vi è pure un parafulmine.

## Geologia
La Punta della Croce fa parte di una zona dove predominano le pietre verdi ed, in particolare, sono ben rappresentate le serpentiniti e i serpentinoscisti.

## Accesso alla vetta
La Punta della Croce è di interesse prevalentemente escursionistico ed è raggiungibile per sentiero dal Colle del Colombardo, da Niquidetto o, seguendo lo spartiacque Messa-Sessi, dalla frazione Comba di Rubiana.